# 쇼지 다카시
쇼지 다카시(일본어: 庄司 孝, 1971년 9월 14일 ~ )는 일본의 전 축구 선수이다.

## 구단 경력
과거 가시와 레이솔, 몬테디오 야마가타, 오이타 트리니타에서 활동하였다.